# Culture de la Bolivie

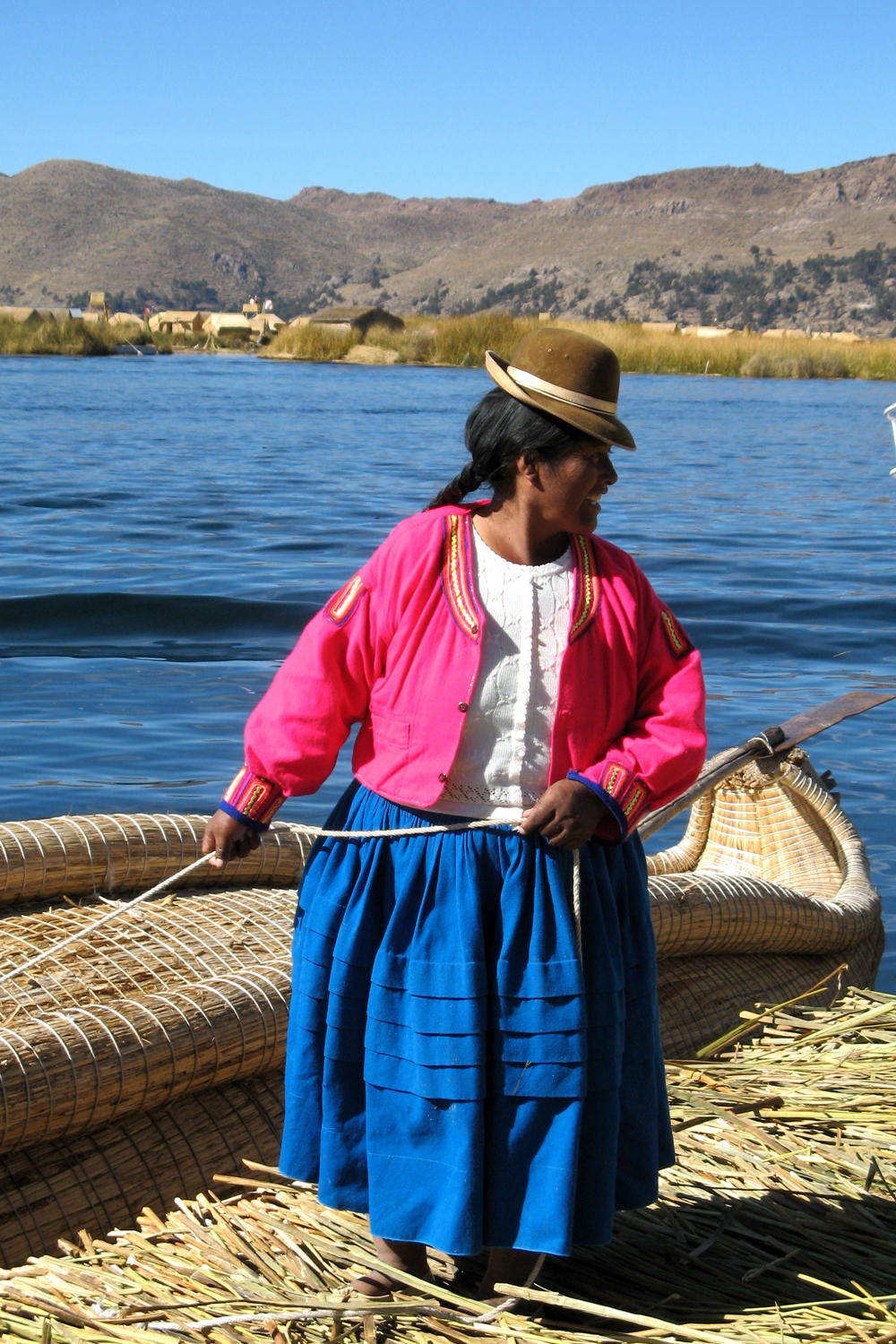

La culture de la Bolivie, pays enclavé d'Amérique du Sud, désigne d'abord les pratiques culturelles observables de ses habitants (11 000 000, estimation 2020, pour un million vers 1830 et trois millions vers 1955). La Bolivie dispose d'importantes richesses culturelles et naturelles. La culture bolivienne est très riche, typique et ancestrale, inspirée des civilisations précolombiennes, composée de nombreux rites. Les Boliviens y sont très attachés, tant au niveau gastronomique, religieux où domine le catholicisme, que traditionnel et festif. Le tissage reste une activité artisanale majeure, et permet la confection de vêtements très colorés et différents selon les occasions. La langue la plus parlée est l'espagnol, mais le pays dispose de diverses autres langues régionales.

## Langues et peuples

### Langues
- Langues en Bolivie, Langues de Bolivie, espagnol (61-75 %), quechua (16-25 %), aymara (10-16 %)
- Langues indigènes reconnues (Constitution, 2009) : aymara, araona, baure, bésiro, canichana, cavineño, cayubaba, chácobo, chimán, ese ejja, guaraní, guarasu'we, guarayu, itonama, leco, machajuyai-kallawaya, machineri, maropa, mojeño-trinitario, mojeño-ignaciano, moré, mosetén, movima, pacawara, puquina, quechua, sirionó, tacana, tapieté, toromona, uru-chipaya, weenhayek, yawanawa, yuki, yuracaré, zamuco…

Selon le site L'Ethnologue (, 2014), la Bolivie connaîtrait 42 langues vivantes, dont
- 16 en voie d'extinction (et deux ou trois déjà disparues : jora, leco, saraveca) : araona, baure, bororo, callawalla/kallawaya, itonama, machinere, movima, pacahuara, paunaka, pauserna, neyusano, tapieté, toba, uru, yuracaré,
- 12 à 16 en sérieuse faiblesse : canichana, Cavineña, cayubaba, Chácobo, ese ejja, itene, siriono, tacana, toromono, Wichí/mataco, yaminahua,
- 10 à 14 en bonne santé, dont l'espagnol, le quechua, l'aymara, mais aussi les langues chipaya, guarayu, ignaciano, tsimané...

On parle également d'autres langues d'origine européenne, dont le Bas-prussien ou Plautdietsch.

### Peuples
- Démographie de la Bolivie : Quechuas (30 %), Métis (30 %), Aymaras (25 %), Blancs (15 %)
- Groupes ethniques en Bolivie[1], Peuples indigènes de Bolivie, Peuples indigènes d'Amérique du Sud

## Traditions

### Religion
La religion et l'Église tiennent une place très importante dans la société bolivienne. Le catholicisme a longtemps été la religion d'État. La plupart des Boliviens sont catholiques et vont à la messe deux fois par jour. Cette religion est une institution, imposée par les Espagnols, enseignée à l’école. Cependant, le nombre de protestants augmente dans le pays. La constitution de 2009 (Chapitre 12 article 41). actuellement en vigueur stipule que l'état est indépendant de la religion. Mais la Bolivie compte 400 000 églises et temples protestants.
Le rapport à la terre est sacré et la Pachamama, déesse de la fertilité, reste une divinité à honorer. Les Boliviens lui offrent des feuilles de coca, de l’alcool et le sang des animaux. Ils croient au soleil, à la lune, à la terre et à la montagne.
- Généralités
  - Anthropologie de la religion
  - Religion en Amérique latine
- Situation en Bolivie, Religion en Bolivie, De la religion en Bolivie
  - Christianisme (80-90 %), dont catholicisme (65-76 %), protestantismes (10-20 %) (10 000 Témoins de Jéhovah, 20 000 Luthériens, 70 000 Mennonites, 140 000 Mormons)
  - Sans religion (agnostiques et athées) (5-10 %)
  - Autres religions (<1 %), dont Bouddhisme en Bolivie, Baha'isme en Bolivie (en), Hindouisme en Bolivie (en), Islam en Bolivie (en) (2 000), Judaïsme (500), shintoïsme, sikhisme, Wicca
  - Autres spiritualités, dont religions indigènes panthéistes Pachamama, Ekeko, avec divers syncrétismes (5-10 %)
- Histoire des Juifs en Bolivie[3], Histoire des Juifs en Amérique latine et aux Caraïbes
- Franc-maçonnerie en Amérique latine

### Symboles
- Armoiries de la Bolivie (1851)
- Drapeau de la Bolivie (1851)

Drapeau de la Bolivie

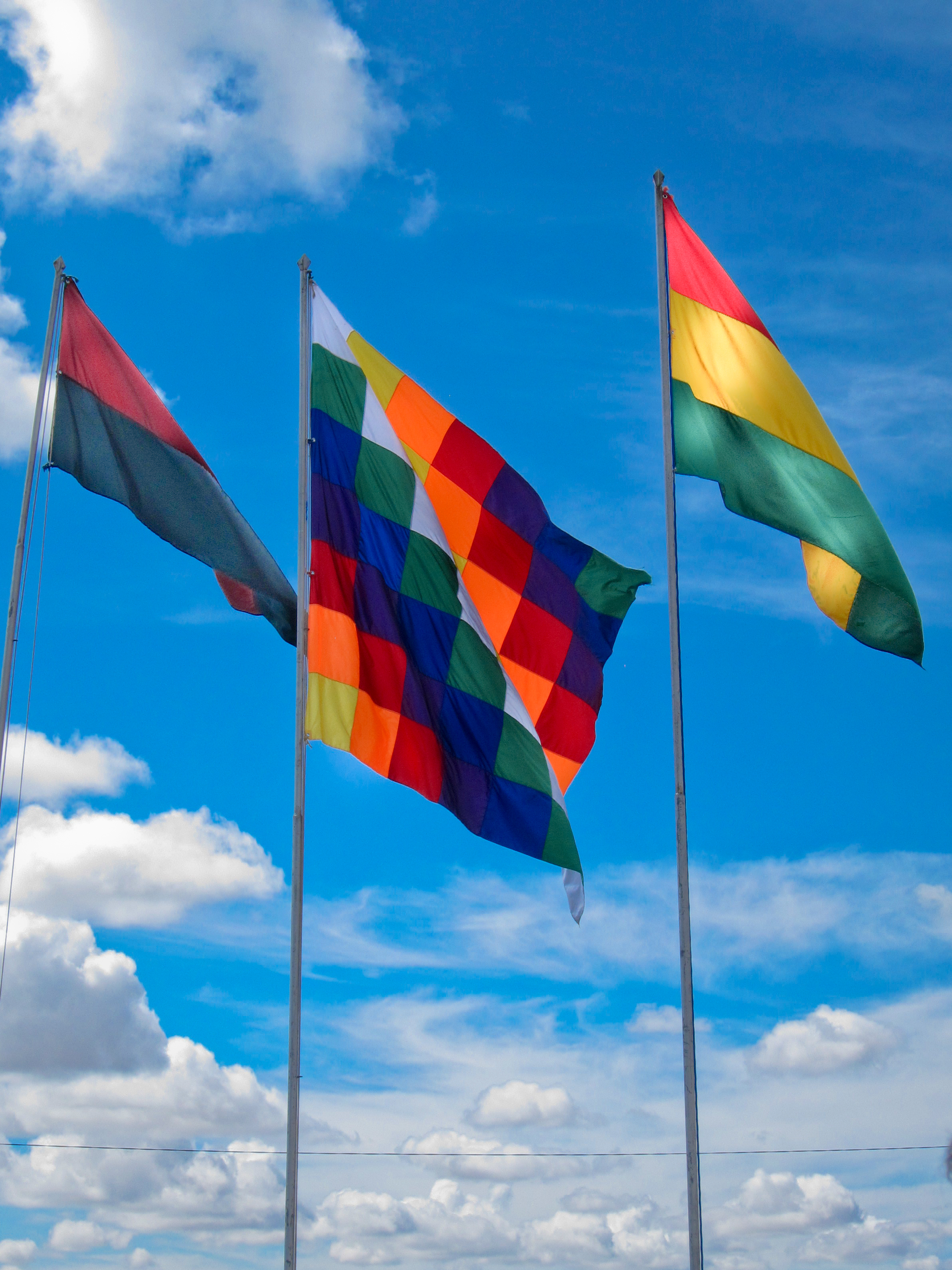
Drapeau bolivien Wiphala

- Hymne national : Bolivianos, El Hado Propicio (Boliviens, le Destin Propice)
- Devise nationale : La Unión es la Fuerza (espagnol, L'union est la force)
- Emblème végétal : Cantua buxifolia[4] et Heliconia rostrata
- Emblème animal : Lama et Condor des Andes
- Saint patron (chrétien) par pays (en) : La Sainte Vierge, ou plus précisément Notre-Dame de Candelaria, Notre-Dame de Copacabana et Notre-Dame du Mont-Carmel.
- Père de la Nation	: Simón Bolívar (1783-1830) et Antonio José de Sucre (1795-1830)
- Représentation allégorique : Gaucho
- Plat national : Salteña
- Wiphala[5], drapeau des peuples andins

### Mythologies
- Mythologie guarani
- Mythologie inca
- Viracocha, Manco Cápac, Illapa, Tampu tocco
- Muqui[pas clair], Tunupa, Ekeko
- Sagrada serranía de los urus (es)

### Mythes modernes
- Túpac Amaru (1545-1572)
- Túpac Katari (1750-1781)[6]
- Che Guevara (1928-1967)[7]

### Légendes
Contes et légendes,

### Pratiques

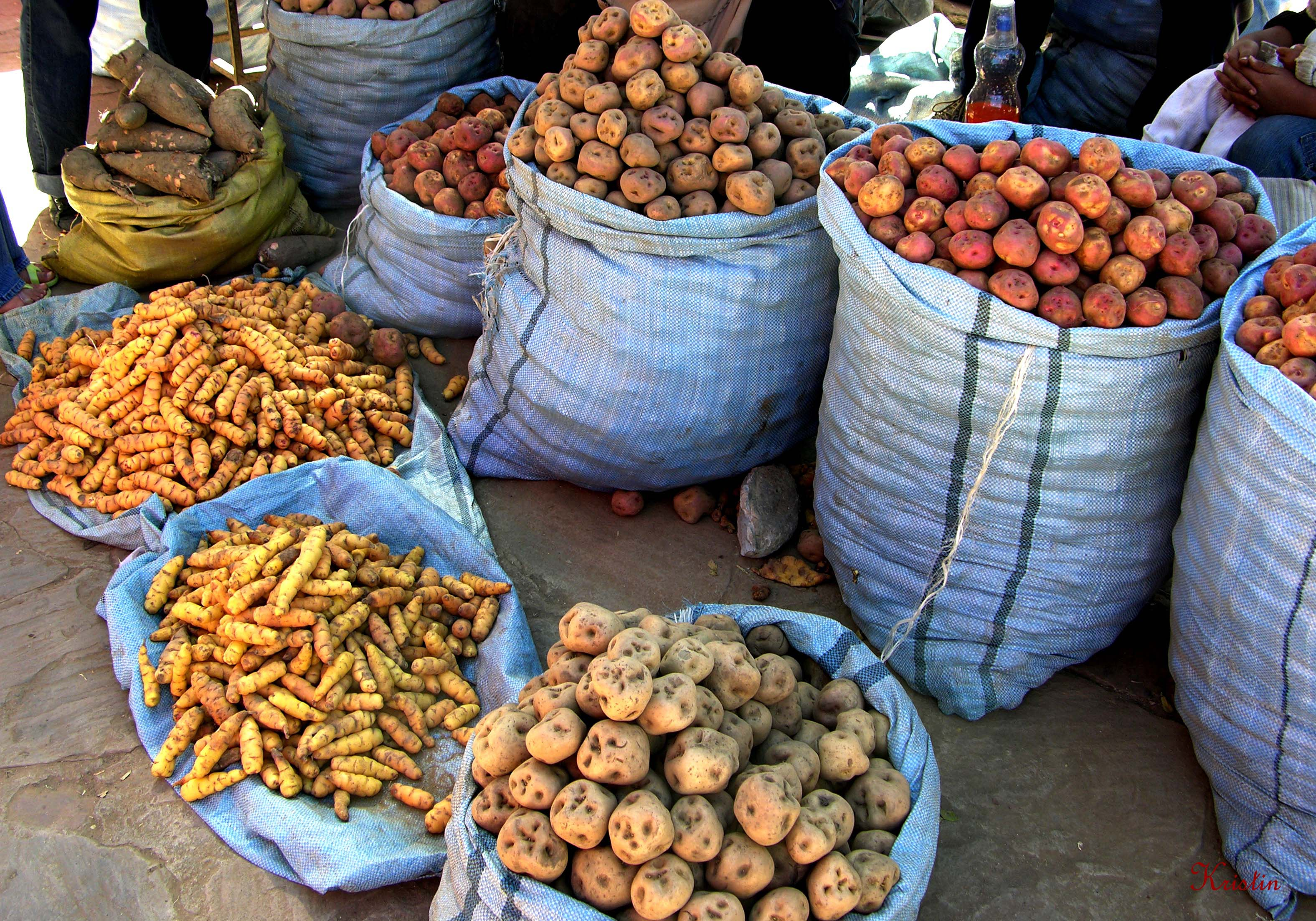
Marché de Cochabamba

Les Boliviens sont très attachés au maintien de leurs traditions ancestrales,, c’est souvent pour eux l’occasion de faire la fête et de se retrouver. Les traditions les plus courantes sont les suivantes :
- Les marchés boliviens dont le plus connu est le marché de la Punata, ville de Cochabamba.
- La feuille de coca est vendue sur des marchés spécifiques et a des vertus médicinales.
- Le tissage andin est différent selon les groupes ethniques car chacun dispose de ses propres matières, couleurs, formes, symboles. Leurs tissus peuvent être interprétés et lus comme une vision du monde. Il existe trois techniques de tissage : le tissage vertical qui est le plus répandu, le tissage à la ceinture, et le tissage horizontal.
- La K’oa est une bénédiction qui se déroule chaque premier vendredi du mois pour inaugurer une maison, une voiture ou toute autre nouvelle acquisition. Durant cette tradition, les Boliviens brûlent des papiers sur lesquels on trouve entre autres des décorations et des textes.
- Le carnaval d’Oruro, classé au patrimoine mondial de l’humanité, est le plus renommé en Bolivie.
- La fête de San Juan ou la tradition du feu veut que l’on allume un feu où chacun peut brûler ce qu’il souhaite. Le feu est symbole de santé, de prospérité et de fertilité.
- Les Alasitas qui signifie « achète-moi », est une tradition où l’on achète des miniatures qui représentent un rêve que l’on souhaite réaliser en l’offrant à Ekéko le dieu de l’abondance. À travers cette croyance les Boliviens pensent qu’en ayant la chose en petit, il sera plus facile de l’avoir en grand.

### Fêtes et jours fériés
| Dates          | Noms                              | Remarques                    |
| -------------- | --------------------------------- | ---------------------------- |
| 2 janvier      | Jour de l’an                      |                              |
| 22 janvier     | Fondation de l’État plurinational | Disparition de la République |
| 2 février      | Carnaval d'Oruro                  |                              |
| 6 avril (2012) | Vendredi Saint                    | Date différente chaque année |
| 1er mai        | Fête du travail                   |                              |
| 27 mai         | Fête des mères                    |                              |
| 21 juin        | Nouvel an Aymara                  |                              |
| 6 août         | Fête de l’indépendance            |                              |
| 2 novembre     | Fête des morts                    |                              |
| 25 décembre    | Noël                              |                              |

- Liste des fêtes en Amérique latine (en), dont la Bolivie (en)
- Jours fériés publics de Bolivie (en)
- Alasitas, grande foire annuelle de janvier-février
- Carnavals en Bolivie,	Carnaval en Bolivia (es)
- Festival Pujllay Ayarichi de Tarabuco en mars
- Jour de la mer (23 mars)

### Fêtes
- Jours fériés publics en Argentine (en)
- Liste des fêtes en Amérique latine (en), dont la Bolivie
- Willkakuti, fête du solstice du mois de juin, nouvel ando-amazonien

## Vie sociale
- Catégorie:Société bolivienne
- Latino-américains
- Personnalités boliviennes
- Liste de Boliviens par activité

### Groupes humains
- Diaspora bolivienne
- Immigration en Bolivie (en)[12]
- Migrations intérieures[13]
- Démographie de la Bolivie
- Inégalité en Bolivie (en)
- Réforme agraire en Bolivie (en)
- Histoire de la nationalité bolivienne (en)
- Mujeres Creando, mouvement anarcho-féministe

### Éducation
- Éducation en Bolivie (en)
- Liste des universités en Bolivie

### Droit
- Femmes en Bolivie (en)
- Droits de l'homme en Bolivie (en)
- Observatoire de droits humains et centre de ressources de l'information
- Droits LGBT en Bolivie
- Violence domestique en Bolivie (en)
- Prostitution en Bolivie
- Corruption en Bolivie (en)
- Trafic d'êtres humains en Bolivie (en)
- Criminalité en Bolivie (en)
- Cannabis en Bolivie, Consommation annuelle comparée de cannabis (en)
- Coca en Bolivie, Cocalero
- Commerce illégal de drogue en Amérique latine (en)
- Narcotiques en Bolivie (en), UMOPAR (en)
- La Corporación (en), Cartel de Santa Cruz
- Bolivie 2015-2016 Amnesty International

### État
- Histoire de la Bolivie
- Politique en Bolivie
- Liste des guerres impliquant la Bolivie
- Brtalités policières en Bolivie
- Troubles sociaux en Bolivie
- Désordres et émeutes en Bolivie
- Liste de massacres en Bolivie (en)

## Arts de la table

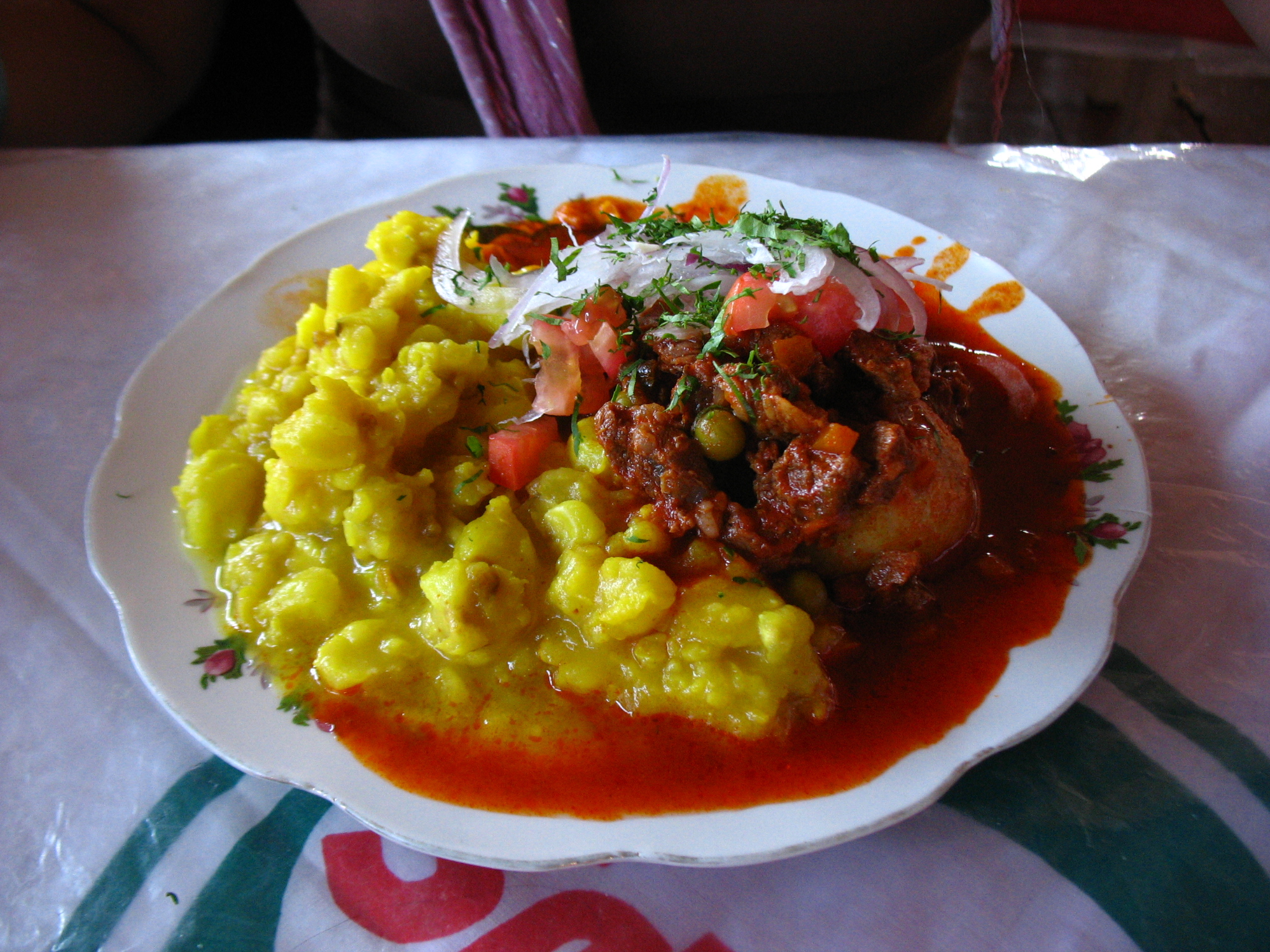
Maïs avec chuño et viande

### Cuisine
- Cuisine bolivienne, De la gastronomie bolivienne[14]
- Cuisine du Pérou, De la gastronomie péruvienne
- Cuisine inca (en) des Andes
- Cuisine latino-américaine (en)

La gastronomie a une place importante en Bolivie, la cuisine est très riche et variée. Les Boliviens sont de grands producteurs de quinoa.
La capitale gastronomique, Cochabamba, est réputée pour son plat typique le pique macho.
On y trouve des plats basés principalement sur le maïs et la viande tels que, le plato placeño, la sajta de pollo, le chicharon ou encore le picante mixto.
Le mets le plus typique est la salteña, souvent consommé dans la matinée.
La sopa de mani, soupe de viande et de cacahuètes, peut être la seule nourriture de la journée, traditionnellement dégustée le dimanche en famille.
Certaines spécialités appartiennent à des régions boliviennes telles que le chorizo à Sucre, la saice à Tarija, composé de viande hachée épicée et de riz, et la truite Titicaca à Trucha.
Les desserts sont en partie à base de chocolat, notamment le ceibo, qui est un chocolat noir d’excellence.

### Boissons
Les boissons sont aussi importantes et sont principalement à base de plantes. La tisane de coca en est l’une des principales ainsi que la chicha qui est une boisson alcoolisée à base de maïs ayant des effets sur les fonctions motrices. Les Boliviens apprécient particulièrement les vins chiliens, les bières et le café qui reste très consommé et produit de façon artisanale.
- Aloja : boisson sucrée à base de céréales (blé, maïs ou quinoa), spécialité de Tarija.
- Api, boisson du petit déjeuner, chaude, sucrée et épaisse préparée avec du maïs violet, de la cannelle et des clous de girofle
- Somó, boisson à base de maïs
- Chicha cochabambina : boisson à base de maïs, (à Santa Cruz souvent consommée sans alcool)
- Jumechi : l'alcool de canne à sucre de Santa Cruz
- Thé
- Café
- Infusions
- Cocoroco
- Maté de coca
- Mate cocido
- Mocochinchi
- Coca Colla
- Chuflay
- Bière
- Vins de Bolivie (es)[16], Tannat (cépage)
- Singani, eau-de-vie
- Yungueñito, cocktail

## Santé et sport
- Santé en Bolivie (en), HIV, dengue, malaria, diarrhée, obésité, cocaïne, malnutrition...
- Avortement en Bolivie
- Traitement de l'eau en Bolivie (en)
- Médecine traditionnelle et bio-médecine[17], Kallawaya[18],[19],[20],[21]

### Activités physiques
- Football, volley-ball, golf, musculation, athlétisme...

### Jeux populaires
- Cholitas luchadoras (en), lutte féminine aymara[22]
- Walik'ajchi (es), sorte de pelote basque

### Sport
Le sport national le plus pratiqué en Bolivie est le football. Il a connu ses débuts en 1886 à Oruro avec son club Oruro Royal. Le football fait partie de l’histoire de la Bolivie et c’est donc un sujet récurrent entre les Boliviens. En 1993, la Bolivie a été très fière de l’évolution d’enfants pauvres devenus des stars et aujourd’hui au cœur de l’Équipe de Bolivie de football, tel que Erwin Sánchez. Cependant le niveau de l’équipe n’est pas des plus élevés.
Le trekking est également pratiqué en Bolivie notamment grâce à la Cordillère des Andes du fait de son importante altitude. Ce sport n’est pas assez développé au niveau des infrastructures pour accueillir les visiteurs et sportifs.
D'autres sports sont pratiqués comme la planche à voile sur le lac Titicaca, le vélo, la randonnée à pieds ou à cheval, la natation ou encore le golf.
- Sport en Bolivie, Du sport en Bolivie
- Athlétisme, football, handball, rugby, tennis, basket-ball, volley-ball...
- Sportifs boliviens, Sportives boliviennes
- Bolivie aux Jeux olympiques
- Bolivie aux Jeux paralympiques
- Bolivie aux Deaflympics
- Bolivie aux Jeux sud-américains
- Jeux panaméricains, Jeux bolivariens

### Arts martiaux
- Liste des arts martiaux et sports de combat
- Boxe, Karaté, Judo

## Média
- Des médias en Bolivie, Média en Bolivie (en)
- Télécommunications en Bolivie (en)
- Journalistes boliviens
- Agencia Boliviana de Información
- National Tribunal of Journalistic Ethics (en)
- Censure en Bolivie (en)

### Presse écrite
- Presse écrite en Bolivie[24]
- Liste de journaux boliviens

### Radio
- Radio en Bolivie
- Liste de stations de radio en Bolivie (en), Radio Mallku

### Télévision
- Télévision en Bolivie, De la télévision en Bolivie
- Liste des chaînes de télévision en Bolivie (en)
- Bolivia TV

### Internet (.bo)
- Censure d'internet par pays (en)
- Internet en Bolivie (en), Internet en Bolivia (es)
- Sites web par pays, Sites web boliviens
- Blogueurs par nationalité
- Presse en ligne en Bolivie

## Littérature
- Littérature bolivienne
- Œuvres littéraires boliviennes

- Littérature sud-américaine[25],[26],[27],[28], Boom latino-américain, Réalisme magique
- Liste d'œuvres littéraires traitant des dictatures militaires dans les pays latino-américains au XXe siècle

- Écrivains boliviens
- Traducteurs boliviens
- Essayistes boliviens
- Dramaturges boliviens
  - Marcos Malavia (1962-), Nataniel Aguirre, Germán Coimbra Sanz, Antonio Díaz Villamil, Luis Espinal Camps, Gustavo Adolfo Otero, Gregorio Reynolds, Alberto Saavedra Pérez, Gastón Suárez
- Romanciers boliviens
  - Víctor Hugo Arévalo Jordán, Yolanda Bedregal, Luciano Durán Böger, María Josefa Mujía, Arturo von Vacano
- Poètes boliviens[29]
  - 19 : Lindaura Anzoátegui Campero, Hercilia Fernández de Mujía, María Josefa Mujía, Juan Wallparrimachi, Adela Zamudio
  - 20 : Yolanda Bedregal, Matilde Casazola, Óscar Cerruto, Luciano Durán Böger, Guillermo Viscarra Fabre, Javier del Granado, Alfonso Gumucio Dagron, Hector Borda Leaño, Hercilia Fernández de Mujía, Jaime Sáenz, Alejandro Saravia, Lola Taborga de Requena, Etelvina Villanueva y Saavedra, Blanca Wiethüchter, Adela Zamudio
  - 21 : Hector Borda Leaño, Alejandro Saravia, Gigia Talarico, Blanca Wiethüchter
- Premio Nacional de Novela (Bolivia) (es)
- Poésie précolombienne (es)
- Littérature quéchua[30],[31],[32],[33],[34]
- Littérature aymara[35], poésie aymara[36]
- Institut français des études andines (Instituto francés de estudios andinos)[37],[38],[39]

## Artisanats
- Arts appliqués, Arts décoratifs, Arts mineurs, Artisanat d'art, Artisan(s), Trésor humain vivant, Maître d'art
- Artistes par pays

Les savoir-faire liés à l’artisanat traditionnel relèvent (pour partie) du patrimoine culturel immatériel de l'humanité. On parle désormais de trésor humain vivant.
Mais une grande partie des techniques artisanales ont régressé, ou disparu, dès le début de la colonisation, et plus encore avec la globalisation, sans qu'elles aient été suffisamment recensées et documentées.
- Artisanat traditionnel, dont laine, tissu, poncho, vannerie, poterie[40]

### Vêtements et coiffures
- Laine d'alpaga [41]
- Tissus tejidos[42]
- Coiffures[43],[44],[45]
- Tenues de fête
- Masques folkloriques[46]

## Arts visuels
- Arts visuels, Arts plastiques, Art brut, Art urbain
- Artistes par pays
- Artistes boliviens[47]
- Artistes contemporains boliviens, notamment María Luisa Pacheco et Graciela Rodo Boulanger
- Musées et galeries d'art en Bolivie, Musée d'art Antonio Paredes Candia (es)

### Avant Colomb
- Arts précolombiens en Bolivie, Arts précolombiens, Tiwanaku (Tiahuanaco)
- Art des Andes centrales
- Brève histoire précolombienne de la Bolivie
- National Museum of Archaeology (en)
- Sites archéologiques[48]
- Peintures rupestres[49]

### Dessin
- Dessinateurs boliviens

### Peinture
- Peinture, Peinture par pays
- Peinture latino-américaine[50]
- Peinture en Bolivie
- Peintres boliviens
  - Argelio Zamudio Flores
  - Roberto Mamani Mamani
  - Mario Vargas
  - Jorge Carrasco
  - Benjamín Mendoza y Amor Flores
  - Arturo Borda
  - Graciela Rudo Boulanger
  - Jose Maria Velasco Maidana
- Street art[51],[52]

### Sculpture
- Sculpture, Catégorie:Sculpture par pays
- De la sculpture en Bolivie
- Sculpteurs boliviens

### Architecture
- Catégorie:Architecture par pays
- Architecture en Bolivie, De l'architecture bolivienne
- Monuments en Bolivie
- Architectes boliviens
  - Freddy Mamani
- Catégorie:Urbanisme en Bolivie
- Architecture de Bolivie
- Catégorie:Urbanisme en Bolivie, Urbanisation en Bolivie (es)[53]
- Habitat traditionnel[54],[55],[56]
- Habitat moderne occidental[57],[58],[59],[60]
- Habitat contemporain innovant

### Photographie
- Photographie en Bolivie
- Photographes boliviens

### Graphisme
- Graphistes boliviens

## Arts de scène
- Spectacle vivant, Performance, Art sonore
- Arts de performance par pays
- Festivals artistiques en Bolivie
- Liste de festivals en Bolivie (en)

### Musique
- Catégorie:Musique par pays, Musique improvisée, Improvisation musicale
- Musique amérindienne
- Musique traditionnelle
- Musique bolivienne[61]
- Musique aymara des hauts plateaux boliviens (Raoul et Marguerite d'Harcourt, JSA, 1959)[62]
- Chanteurs boliviens, Chanteuses boliviennes
- Compositeurs boliviens
- Musiciens boliviens
- Conservatorio Plurinacional de Música (es)
- Orquesta Sinfónica de Oruro (es)
- Festival de musique renaissance et baroque américaine, depuis 1996[63]
- K'antus (es)

### Danse
- Liste de danses
- Liste de(s) danses nationales (en)
- Liste de danses populaires, ethniques, régionales par origine (en)
- Danses de Bolivie[64]
- Tinku, Saya (baile) (es)
- Pujllay Ayarichi, Diablada
- Danses péruviennes[65]

### Théâtre
- Teatro de los Andes (es)
- Teatro municipal Alberto Saavedra Pérez (es)
- Le théâtre en Bolivie[66],[67],[68]
- Théâtre quéchua[69],[70]
- Festival international de théâtre de Santa Cruz de la Sierra, bisannuel, depuis 1997 [71],[72],[73]

### Cinéma
- Cinéma bolivien, Sur le cinéma bolivien
- Films boliviens, Liste de films boliviens par année (en)
- Réalisateurs boliviens
- Scénaristes boliviens
- Actrices boliviennes, Acteurs boliviens
- Festivals de cinéma en Bolivie, Festival international de cinéma des droits humains (Bolivie)[74]
- Liste de festivals de cinéma en Amérique du sud (en)

### Autres scènes: marionnettes, mime, pantomime, prestidigitation
Les arts mineurs de scène, arts de la rue, arts forains, cirque, théâtre de rue, spectacles de rue, arts pluridisciplinaires, performances manquent encore de documentation pour le pays …
Pour le domaine de la marionnette, on relève : Arts de la marionnette en Bolivie, sur le site de l'Union internationale de la marionnette UNIMA).

### Autres
- Vidéo, Jeux vidéo, Art numérique, Art interactif
- Culture alternative, Culture underground

## Tourisme
- Tourisme en Bolivie (en), Du tourisme en Bolivie
- Attractions touristiques en Bolivie
- Office de tourisme de Bolivie en France, Sites gouvernementaux[75],[76] ou non[77]
- Parcs nationaux de Bolivie
- Sites Ramsar en Bolivie
- Liste des volcans de Bolivie
- Conseils aux voyageurs pour la Bolivie
  - France Diplomatie.gouv.fr
  - Canada international.gc.ca
  - USA US travel.state.gov

## Patrimoine

### Musées et autres institutions
- Liste de musées en Bolivie.

### Liste du Patrimoine mondial
Le programme Patrimoine mondial (UNESCO, 1971) a inscrit dans sa liste du Patrimoine mondial (au 12/01/2016) : Liste du patrimoine mondial en Bolivie.

### Liste représentative du patrimoine culturel immatériel de l’humanité
Le programme Patrimoine culturel immatériel (UNESCO, 2003) a inscrit dans sa liste représentative du patrimoine culturel immatériel de l’humanité (au 15/01/2016), une liste du patrimoine culturel immatériel de l'humanité en Bolivie :
- 2011 : Le carnaval d’Oruro[78],
- 2014 : La cosmovision andine des Kallawaya[21],
- 2014 : Pujllay et Ayarichi : musiques et danses de la culture yampara[79],
- 2015 : La sauvegarde du patrimoine culturel immatériel des communautés Aymara de la Bolivie, du Chili et du Pérou[80],
- 2016 : L’Ichapekene Piesta, la plus grande fête de Saint Ignace de Moxos[81],
- 2017 : Les parcours rituels dans la ville de La Paz pendant l'asalita[82].

### Registre international Mémoire du monde
Le programme Mémoire du monde (UNESCO, 1992) a inscrit dans son registre international Mémoire du monde (au 15/01/2016) :
- 2007 : Échantillon de la richesse documentaire de la musique coloniale d’Amérique[83],
- 2011 : Fonds documentaire de la Cour d' Audiencia royale de La Plata[84],
- 2013 : Collection des manuscrits musicaux de la Cathédrale de La Plata[85],
- 2013 : Collection de documents « La vie et l’œuvre d’Ernesto Che Guevara : des manuscrits originaux de son adolescence et sa jeunesse au Journal de campagne en Bolivie »[86].